# HMCS Haida
A HMCS Haida (G63) a Kanadai Királyi Haditengerészet (Royal Canadian Navy) egyik leghíresebb hajója. Ez a romboló több ellenséges felszíni hajót süllyesztett el, mint bármely másik kanadai hajó. A Haida a Tribal-osztály egyetlen megmaradt tagja. 1937 és 1945 között huszonhét Tribal-osztályú rombolót építettek a Brit Királyi Haditengerészet (Royal Navy), a Kanadai Királyi Haditengerészet (Royal Canadian Navy), és a Ausztrál Királyi Haditengerészet (Royal Australian Navy) számára.

## Bevetései
A Haidát a Plymouthban állomásozó 10. Romboló Flottához (10th Destroyer Flotilla) osztották be 1944 elején. A La Manche-csatornán és a Vizcayai-öbölben történő őrjáratai során 14 ellenséges hajót süllyesztett el, ezzel kiérdemelve a "Kanadai Királyi Haditengerészet Legharciasabb Hajója" címet. A Haida később a koreai háborúban is részt vett.
Miután kivonták a hadrendből, a hajó egy magánszervezethez került, amely múzeummá akarta alakítani azt. A Haidát 1963-ban fizették ki, majd Torontóba szállították, és a York Street végén lehorgonyozták. 1970-ben, mikor a Haida Inc. pénzügyi gondokkal küszködött, a tartományi önkormányzat megvette a hajót, majd átszállíttatta azt az új helyére. Új helyén, a torontói Ontario Place-ben, 1971-ben megnyitották a nagyközönség számára, ahol egy állam által működtetett szórakoztató parkként szolgált. Emellett a Kanadai Királyi Haditengerészet kiképzőállomásaként is működött.
A Haida egészen 2002-ig itt volt kiállítva, amíg meg nem vette a Parks Canada ügynökség, és fel nem újíttatta azt 5 millió $-ért. 2003. augusztus 30-án, hadrendbe állításának 60. évfordulóján a hajót az ontariói Hamiltonba szállították, ahol a HMCS Haida lett a felújított tengerpart egyik fő látványossága.

## Külső hivatkozások
- A HMCS Haida barátai
- A Parks Canada HMCS Haida-ról szóló weboldala
- A HMCS Haida a jelenlegi helyén.